# Nahuys

(Van) Nahuys is een Nederlands geslacht waarvan leden sinds 1835 tot de Nederlandse adel behoren.

## Geschiedenis
De stamreeks begint met Christoffel Hendricksen van Nahuys (Ahaus) die in 1618 soldaat in garnizoen was te Emmerik en tussen 1636 en 1638 overleed. Zijn zoon Pieter van Nahuys (1622-1678) werd secretaris, schepen en president-schepen van Oirschot. Enkele nazaten werden vanaf het KB van 27 maart 1835 tot 1886 ingelijfd in de Nederlandse adel op grond van vermeende afstamming van de familie Horstmar-Ahaus. In 1842 werd aan twee leden de titel van baron (bij eerstgeboorte) verleend. In 1898 werden enkele leden op grond van het KB van 1835 ingelijfd in de adel van Pruisen.

## Enkele telgen

### Tak Nahuys
Mr. Huibert Gerard baron Nahuys, heer van Burgst (1782-1858)
- Mr. Petrus Cornelis baron Nahuys (1803-1882), Commissaris van de koning

#### Andere telgen
Jhr. mr. Willem Hendrik Nahuijs (1882-1962), officier van justitie
- Jkvr. Wilhelmine Justine Nahuijs (1913-1993); trouwde in 1937 met jhr. mr. Cornelis Constantijn van Valkenburg (1910-1984), verzekeraar, lid en voorzitter Hoge Raad van Adel
- Jhr. mr. Pieter Huibert Gerard Nahuys (1917-2001); trouwde in 1955 met Hester Wilhelmina barones van Hardenbroek, vrouwe van 's Heeraartsberg en Bergambacht (1925-1976) en in 1971 met Marie Wijnen (1927-2015), hofdame en particulier secretaresse van de koningin

### Tak Van Nahuys
Jhr. Willem Christiaan Theodoor van Nahuys (1820-1901), burgemeester
- Jhr. Juliaan Lodewijk van Nahuys (1863-1906), burgemeester